# Çerkez Ethem

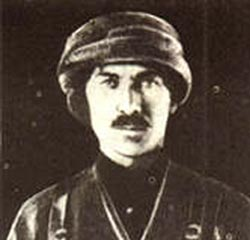
Ethem, der Tscherkesse

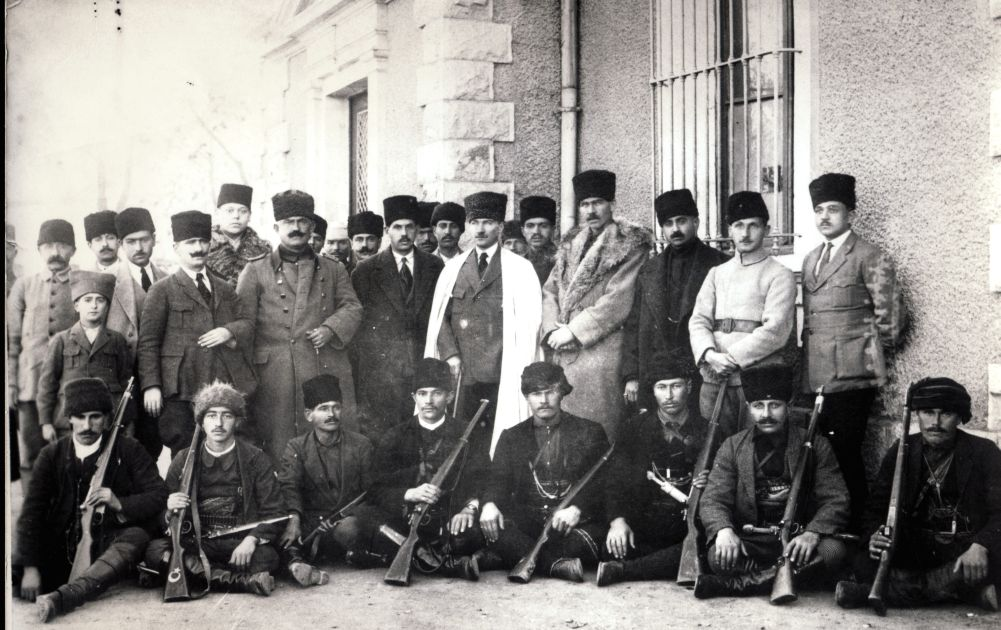
Ethem und seine tscherkessischen Männer der Kuvayı Milliye sowie Mustafa Kemal Atatürk vor dem Hauptgebäude des Bahnhofs, auf dem Weg zum Yozgat-Aufstand, Juni 1920

Çerkez Ethem (osmanisch شركس ادهم; auf Deutsch: Ethem der Tscherkesse; * 1883/1884 in Bandırma, Osmanisches Reich; † 7. Oktober 1949 in Amman, Jordanien) war ein osmanisch-tscherkessischer Guerillaführer und Kämpfer im türkischen Unabhängigkeitskrieg.
Geboren wurde er als jüngster von fünf Söhnen im Dorf Emre im Bezirk Bandırma als Sohn eines Müllers. Seine Familie gehörte zu den Tscherkessen aus dem Stamm der Schapsugen, die nach der Eroberung ihrer kaukasischen Heimat durch die Russen Schutz im Osmanischen Reich fanden. Die beiden ältesten Brüder Ethems, İlyas und Nuri, wurden bei Kämpfen mit Banditen getötet. Seine beiden anderen Brüder Reşit und Tevfik begannen eine militärische Ausbildung und schlossen 1901/1902 die Militärschule ab. Ethem selbst nahm auch eine militärische Ausbildung auf. Er kämpfte in den Balkankriegen und später während des Ersten Weltkrieges als Mitglied der Teşkilât-ı Mahsusa in verdeckten Operationen im Irak und Afghanistan. Nach einer Verwundung kehrte er heim.
Als das Osmanische Reich den Krieg verlor und besetzt wurde, bildeten sich Widerstandsgruppen. Ethem und seine zwei Brüder kämpften gegen die griechischen Besatzer in Westanatolien und gründeten 1919 die Kuvva-yı Seyyare (dt.: Mobile Kräfte). Er schloss sich der Widerstandsbewegung Atatürks in Ankara an und wurde Teil der Kuvayı Milliye – eines Verbandes aus vielen irregulären Truppen. Unter dem Kommando von Ali Fuat Cebesoy kämpfte er im Griechisch-Türkischen Krieg und zeichnete sich aus. Neben dem Kampf gegen die Besatzer schlug er auch innere Aufstände gegen Atatürk nieder, so zum Beispiel in Bolu, in Düzce und gegen Ahmet Aznavur. Dabei tötete er ohne Absprache mit Ankara einige Anführer, was in Ankara Unmut erzeugte. Auch bei dem Yozgat-Aufstand des Çopur Musa 1920 bat ihn die Führung in Ankara einzuschreiten. Auch diesmal konnte Ethem den Aufstand niederschlagen, was ihn populärer machte.
Çerkez Ethem war leninistischen Gedanken nicht abgeneigt, und trat der Yeşil Ordu Cemiyeti bei, einer linken Gruppierung im Parlament. Seine 700 Mann starkes Bataillon wurde deshalb auch „Bolshevik Bataillon“ genannt. Zusätzlich mit der Ernennung von İsmet İnönü zum Befehlshaber der Westfront kam es zu persönlichen Problemen und der Konflikt zwischen Ethem und Ankara verschärfte sich. Ethem wurde durch Ankara aufgefordert, seine irregulären Verbände der Armee unterzuordnen. Er weigerte sich und es kam  zu bewaffneten Kämpfen. Nach einer Niederlage gegen die türkische Armee am 29. Dezember 1920 bei Kütahya floh Ethem mit seinen Brüdern und Männern am 5. Januar 1921 hinter die griechische Frontlinie. Die Regierung in Ankara erklärte die drei Brüder zu Verrätern und verbannte sie. Als persona non grata waren die drei Teil der 150 Personen (tr: Yüzellilikler), die nach dem Vertrag von Lausanne 1923 nicht in die Türkei zurückkommen durften. Daraufhin gingen die Brüder erst nach Griechenland, dann Deutschland und weiter durch einige arabische Länder, bevor sie endlich in Amman in Jordanien landeten. 1935 wurden sie dort unter Hausarrest gestellt, weil sie angeblich ein Attentat auf Atatürk geplant hatten.
1937 erließ das Parlament in der Türkei eine Amnestie für die Brüder. Ethem lehnte dies mit der Begründung ab, dass er nie ein Verräter gewesen sei und deswegen keine Amnestie brauche. Seine beiden Brüder kehrten aber später in die Türkei zurück. Ethem selbst verstarb am 7. Oktober 1949 in Amman an einem Kopf-Hals-Karzinom. Sein Bruder Reşit kehrte 1950 in die Türkei zurück und starb dort ein Jahr später. Tevfik starb 1938 nach seiner Rückkehr in die Türkei.